# Parque de Santa Catarina
O Parque de Santa Catarina localiza-se na cidade do Funchal e possui uma área de 36 000 m². É um dos parques mais importantes da cidade, sendo utilizado não só para simples passeios, mas também como local de manifestações, celebrações populares (como a do Dia do Trabalhador) ou para a realização de eventos, como exposições sobre animais ou festivais de música.

## História
Em 1837, a Câmara Municipal do Funchal, dando cumprindo as disposições do Decreto de 21 de setembro de 1835 - que estabelecia a obrigatoriedade das câmaras terem um cemitério público - , adquiriu uma parcela de terreno em parte da área hoje ocupada pelo parque para criar um cemitério. O Cemitério de Nossa Senhora das Angústias ali funcionou até 1939, ano em que se começou a transferência para São Martinho, onde atualmente se encontra o cemitério da cidade. Em 1946 a câmara comprou uma segunda parcela de terreno; nessa altura iniciaram obras de estruturação do parque, com a junção das duas parcelas, tendo as obras sido concluídas em 1966.

### Património
No Parque de Santa Catarina é possível encontrar várias esculturas, assim como uma capela.
Localizada na parte mais baixa do parque, a Capela de Santa Catarina data de 1425, tendo a sua construção sido ordenada por D. Constança, esposa de João Gonçalves Zarco, um dos "descobridores" da Madeira.
No que diz respeito às esculturas existentes no parque, encontram-se a do Infante D. Henrique, a de Cristóvão Colombo, a do Trabalhador Madeirense e o Torso de Mulher do escultor madeirense Ricardo Veloza (1947). Para além disso, existe um monumento dedicado ao Gago Coutinho e Sacadura Cabral. 
Entre 1989 e 2009, esteve aí patente uma escultura do célebre escultor madeirense Francisco Franco (1885-1955), intitulada "Semeador", que se encontrava junto ao lago artificial. Esta obra foi criada em 1919 e fundida em 1923, tendo sido exposta pela primeira vez no Salon de Paris. Atualmente, encontra-se atualmente num pequeno jardim anexo ao edifício da Câmara Municipal do Funchal. 

## Galeria

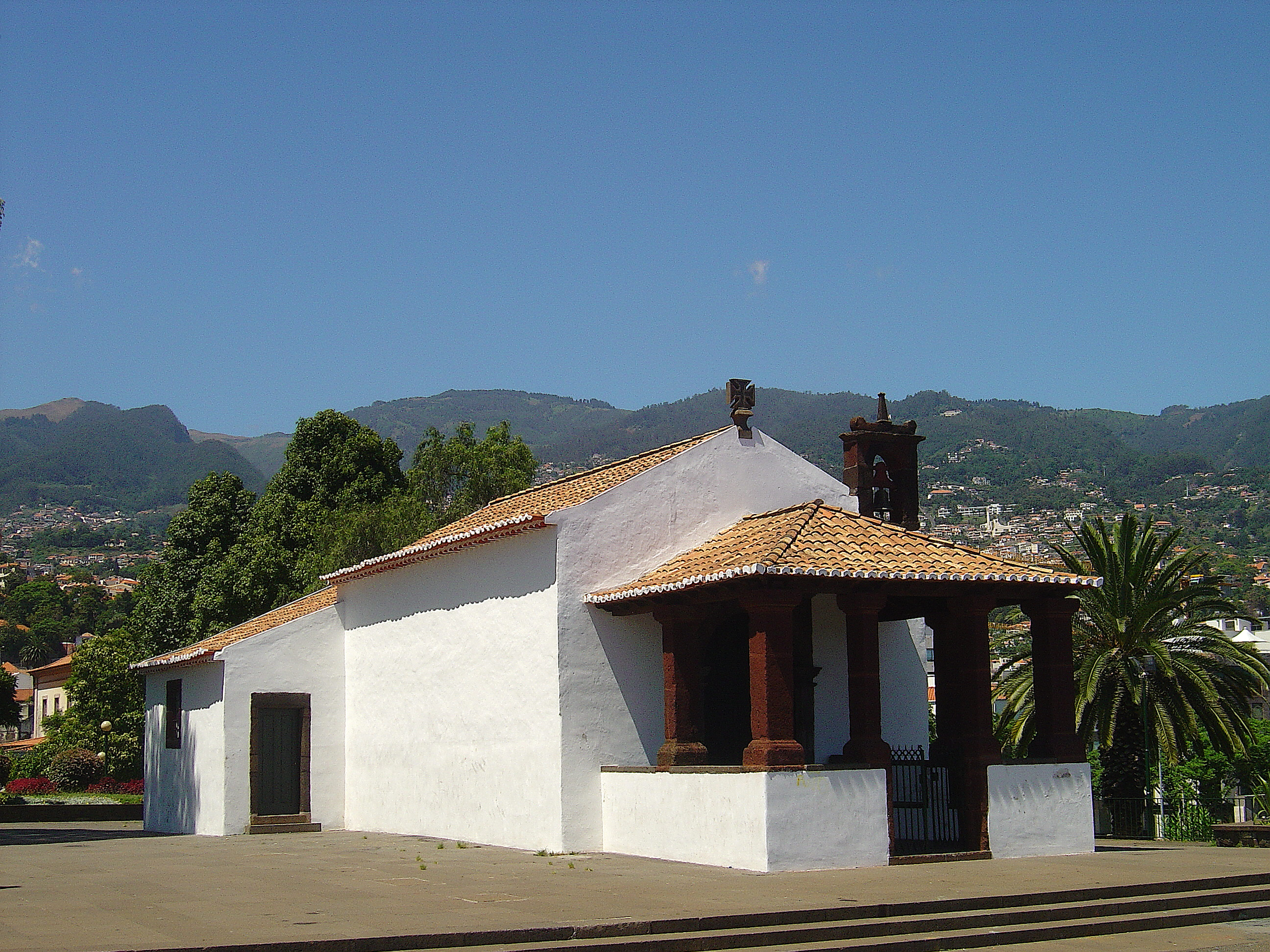
Capela de Santa Catarina
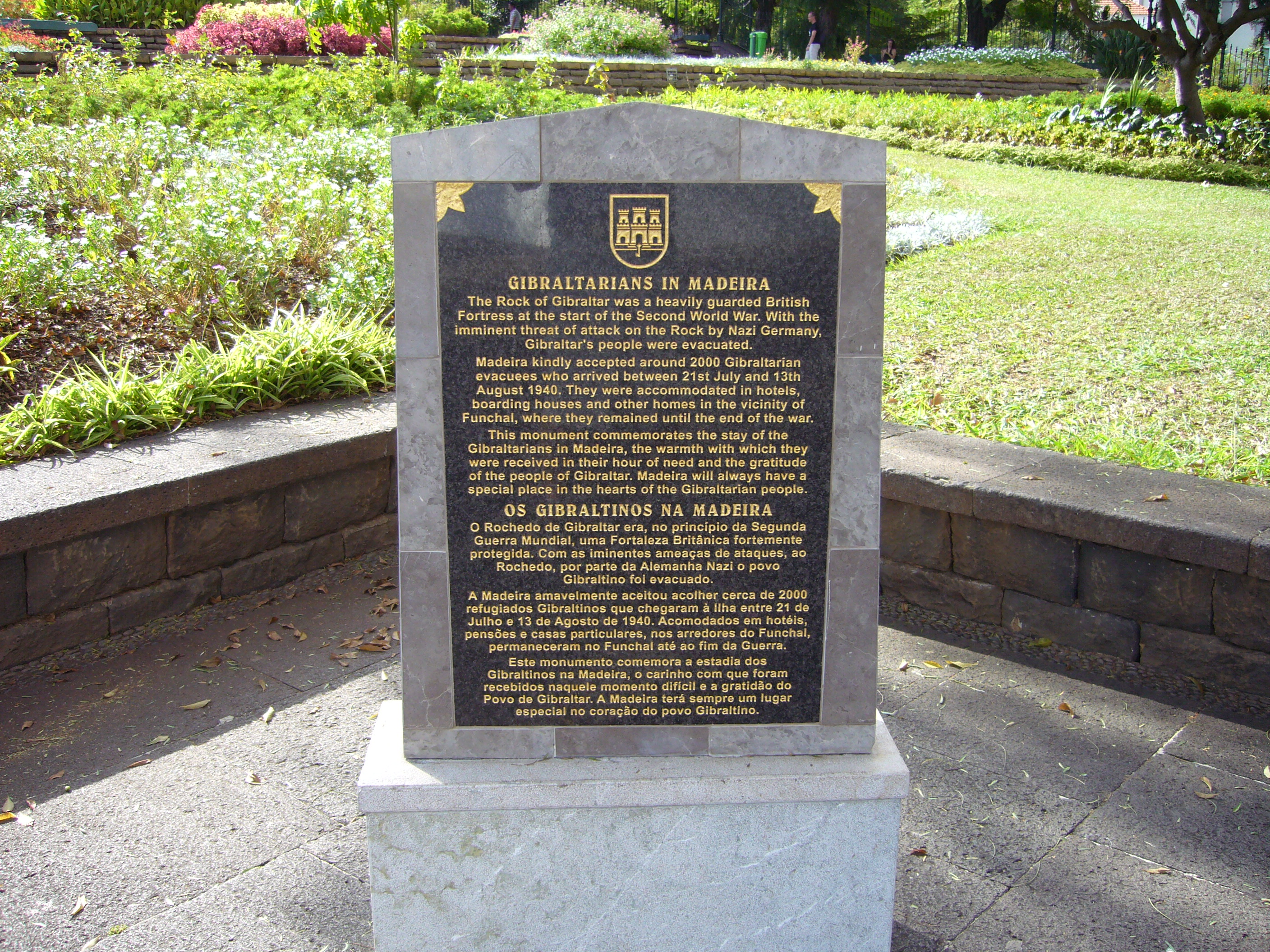
Monumento para lembrar os evacuados de Gibraltar na Madeira
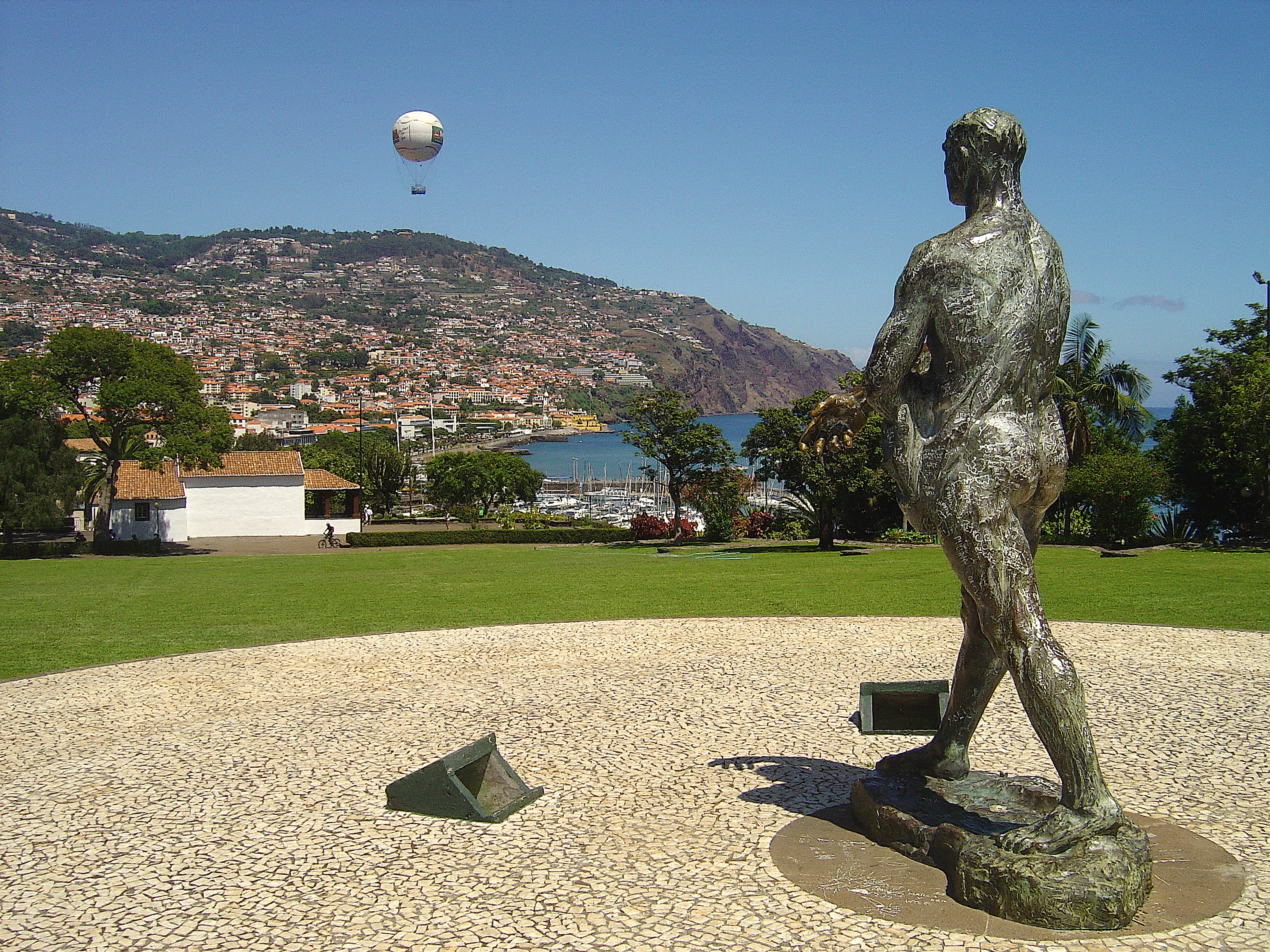
Estátua do Semeador
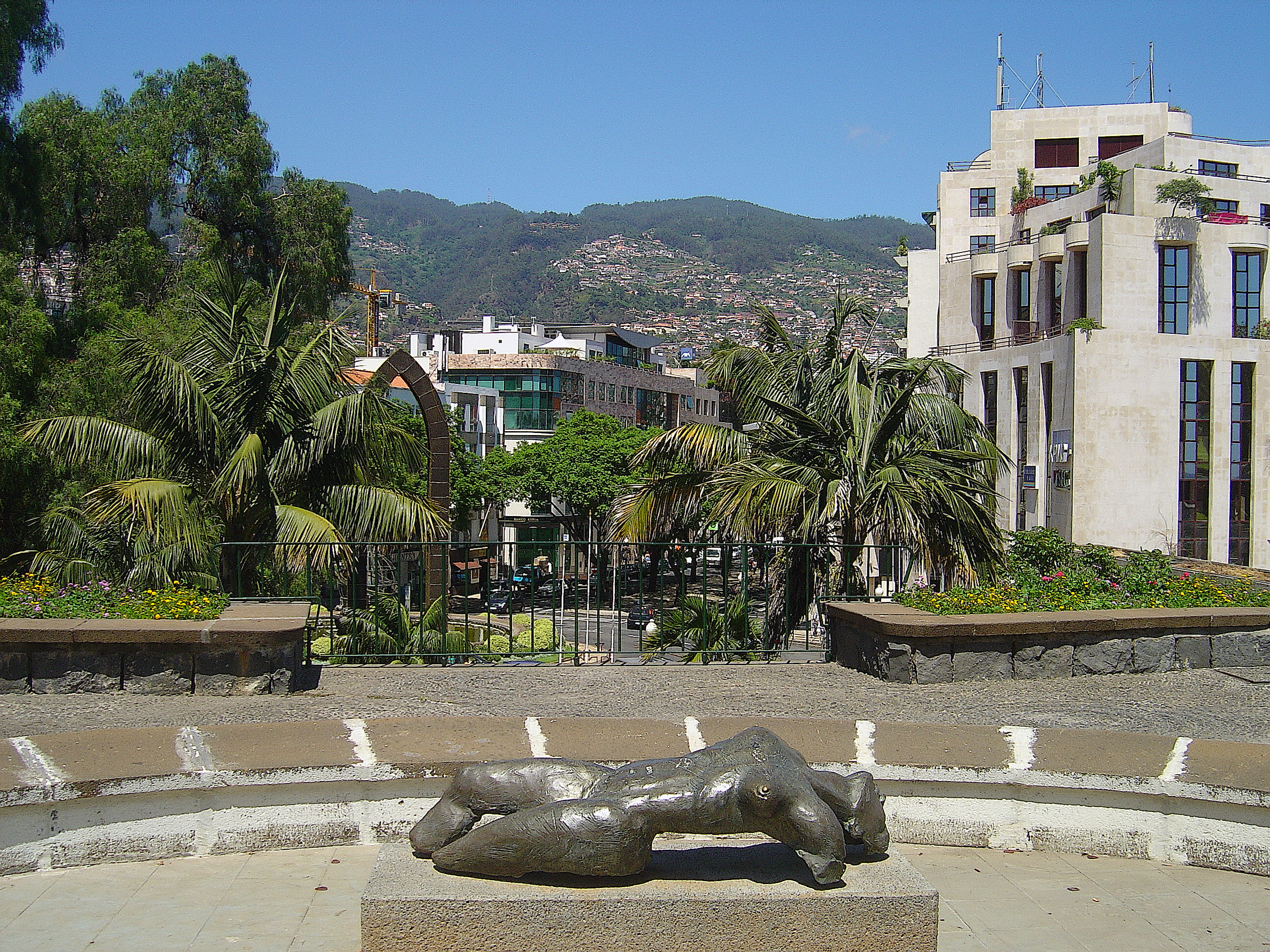
Estátua Torso de Mulher
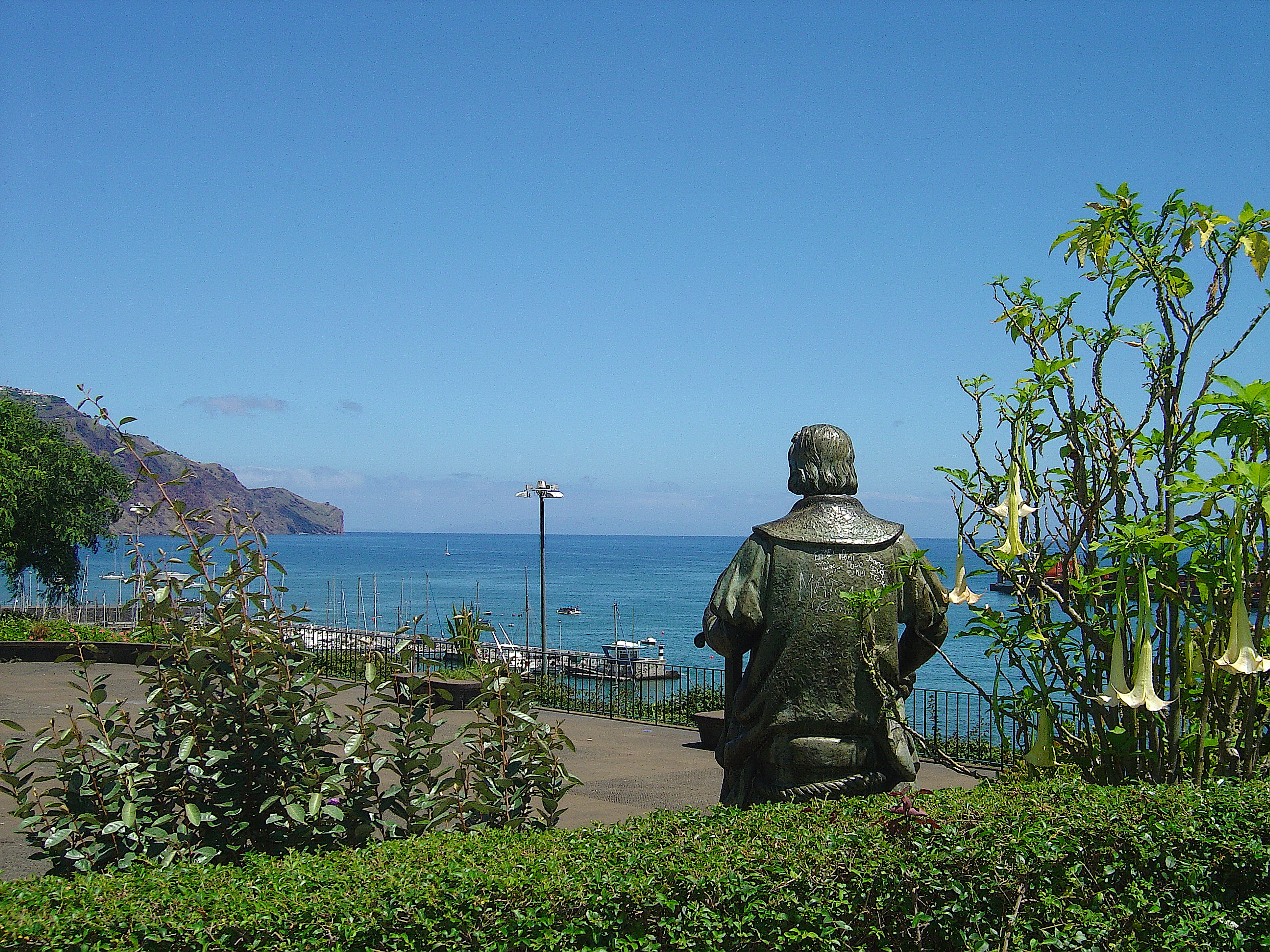
Estátua de Cristóvão Colombo